# Dichaea tenuis
Dichaea tenuis är en orkidéart som beskrevs av Charles Schweinfurth. Dichaea tenuis ingår i släktet Dichaea och familjen orkidéer. Inga underarter finns listade i Catalogue of Life.